# Bategant alveolar sonora
La bategant alveolar sonora és un so de la parla que es representa [ɾ] en la transcripció de l'AFI, és a dir, la lletra erra minúscula llatina amb traç de ganxo (sense el palet esquerre superior). En moltes llengües alterna amb la vibrant alveolar sonora [r], sigui com a fonema distint, sigui com a al·lòfon. En notació romànica es representava [r] i en canvi la erra vibrant [r̄].

## Característiques
- El mode d'articulació és bategant: el so prové de la contracció breu dels músculs d'un punt d'articulació sobre un altre.
- El seu punt d'articulació és alveolar: el so es produeix amb la corona o l'àpex de la llengua col·locats contra els alvèols dentals superiors.
- És un fonema sonor perquè hi ha vibració de les cordes vocals.
- És una consonant oral, ja que l'aire surt únicament per la boca i no pel nas.

## En català
En català s'utilitza el grafema «r» per a representar el fonema [ɾ] (mare [ˈmaɾə]), anomenat erra bategant.

## En altres llengües
- En castellà i en portuguès, aquest fonema s'oposa, com en català, al fonema [r].
- En italià, és un al·lòfon del fonema [r].
- En els dialectes nord-americans i a vegades australians i neozelandesos de l'anglès, [ɾ] no és un fonema, sinó un al·lòfon de [t] i de [d] quan es troba en una síl·laba àtona, com ara en rider (['ɹaɪɾɚ] o ['ɹaɪɾə], cavaller) i better (['bɛɾɚ] o ['bɛɾə], millor).